# الصم في فيتنام
يشير الصم في فيتنام إلى الظروف والحقوق وأنظمة الدعم للأفراد الصم أو ضعاف السمع في البلاد. يُقدر عدد الأشخاص الذين يعانون من صعوبات في السمع و/أو النطق في فيتنام بنحو 2.5 مليون شخص. ومع ذلك، فإن حوالي 70% فقط من الأفراد الذين يعانون من ضعف السمع لديهم إمكانية الوصول الكامل إلى الخدمات الطبية، ويرجع ذلك جزئيًا إلى نقص مترجمي لغة الإشارة والفجوات النظامية الأوسع. يستخدم مجتمع الصم في فيتنام العديد من لغات الإشارة الإقليمية، بما في ذلك لغات الإشارة في سايجون وهانوي وهايفونغ، مع الجهود الجارية لإنشاء لغة إشارة فيتنامية موحدة (VSL).
اتخذت الحكومة الفيتنامية خطوات لزيادة إمكانية الوصول إلى التعليم والرعاية الصحية والتوظيف من خلال التصديق على اتفاقية حقوق الأشخاص ذوي الإعاقة وتنفيذ خطط العمل الوطنية. وعلى الرغم من هذه الجهود، لا يزال العديد من الأفراد الصم وضعاف السمع يواجهون عوائق كبيرة أمام الحصول على فرص عمل عادلة، والتعليم المبكر، والخدمات العامة.

## ظهور اللغة

### الاختلافات اللغوية
هناك ثلاث لغات إشارة فيتنامية. لغات الإشارة في فيتنام تُعرف باسم لغة إشارة سايجون، ولغة إشارة هانوي، ولغة إشارة هايفونغ، والتي تُستخدم في أجزاء مختلفة من البلاد مثل مدينة هوشي منه، وهانوي، وهايفونغ. وقد تأثرت جميع هذه اللغات بشدة بلغة الإشارة الفرنسية (LSF) التي كانت تُدرَّس في السابق في مدارس الصم الفيتنامية. تحاول البلاد حاليًا تنفيذ لغة إشارة وطنية داخل فيتنام تسمى لغة الإشارة الفيتنامية (VSL).

#### لغة الإشارة في سايغون (لغة الإشارة في مدينة هو تشي منه/HCMCSL)
تُستخدم هذه اللغة بشكل شائع في جنوب فيتنام، وقد درسها على نطاق واسع عالم اللغويات جيمس وودوارد في عام 1997.

#### لغة الإشارة في هانوي
هذه اللغة أصلية في العاصمة، ويتحدث بها مجتمع الصم الشمالي.

#### لغة الإشارة هايفونغ
تُستخدم هذه اللغة في مدينة هايفونغ الساحلية، وهي أقل تأثرًا بلغة الإشارة الفرنسية (LSF) وتشترك في كلمات مشتركة مع عائلة لغة الإشارة شيانغ ماي-بانكوك القديمة في تايلاند وتتشابه مع لغة الإشارة اللاوسية (LSL).

## حقوق الإنسان والحقوق المدنية

### الاتحاد الفيتنامي للصم
الاتحاد الفيتنامي للصم (VFD) غير مدرج حاليًا كمنظمة عضو في الاتحاد العالمي للصم (WFD).

### حالة اتفاقية حقوق الأشخاص ذوي الإعاقة
فيتنام دولة طرف في اتفاقية حقوق الأشخاص ذوي الإعاقة، حيث وقعت على الاتفاقية في 22 أكتوبر 2007، وصادقت عليها في 5 فبراير 2015. ومع ذلك، لم تصادق فيتنام على البروتوكول الاختياري للاتفاقية الذي يسمح للأفراد بتقديم شكاوى إلى لجنة حقوق الأشخاص ذوي الإعاقة.
- آخر تقرير وطني تم تقديمه: 16 سبتمبر 2022[7]
- أحدث قائمة بالقضايا التي رفعتها لجنة اتفاقية حقوق الأشخاص ذوي الإعاقة: 4 أبريل 2018
- قاعدة بيانات هيئات معاهدات الأمم المتحدة - تقارير اتفاقية حقوق الأشخاص ذوي الإعاقة في فيتنام[8]

مواد اتفاقية حقوق الأشخاص ذوي الإعاقة
مجالات اتفاقية حقوق الأشخاص ذوي الإعاقة ذات الصلة بمجتمع الصم في فيتنام:
- حقوق لغة الإشارة: معترف بها بموجب المواد 2، 21(ب)، 21(3)، 23(3)، و24(3)(ب)، مما يضمن الحق في استخدام لغة الإشارة في التعليم، والخدمات العامة، والحياة الأسرية.
- ثقافة الصم والهوية اللغوية: محمية بموجب المادة 30(4)، وتعزز احترام الهوية الثقافية واللغوية لمجتمع الصم.
- التعليم الثنائي اللغة: إلزامي بموجب المواد 24(1)، 24(3)(ب)، و24(4)، ويدعم التعليم باللغتين المنطوقة/المكتوبة ولغة الإشارة.
- التعلم مدى الحياة: تم التأكيد عليه في المواد 5، و24(5)، و27، والتي تضمن الاستمرار في الوصول إلى التعليم والتوظيف طوال الحياة.
- إمكانية الوصول: تؤكد المادتان 9 و21 على أهمية الوصول إلى البنية التحتية العامة، وتكنولوجيا المعلومات والاتصالات، ومنصات الاتصالات، والمعلومات.
- فرص العمل المتساوية: تنص المادة 27 على المساواة في الحقوق في العمل والتدريب المهني.

يوثق التقرير الوطني الأولي لفيتنام، المقدم في عام 2018، التزاماتها بهذه المبادئ ويحدد السياسات الوطنية مثل قانون الأشخاص ذوي الإعاقة (2010) والخطة الوطنية لتنفيذ اتفاقية حقوق الأشخاص ذوي الإعاقة (2016).

#### حالة التنفيذ

##### المواد 1-4: المبادئ العامة
صادقت فيتنام على اتفاقية حقوق الأشخاص ذوي الإعاقة دون تحفظات، ويؤكد قانون عام 2010 بشأن الأشخاص ذوي الإعاقة على المساواة في الحقوق والاندماج الاجتماعي. يتم تعريف الإعاقة قانونيًا وتصنيفها حسب النوع والشدة، بما في ذلك الإعاقات السمعية / الكلامية. وتشرف اللجنة الوطنية الفيتنامية المعنية بالإعاقة على التنفيذ، بدعم من اللجان الإقليمية وخطط العمل الوطنية.

##### المادة 9: إمكانية الوصول
يضمن القانون الفيتنامي إمكانية الوصول إلى البنية التحتية العامة، وتكنولوجيا المعلومات والاتصالات، والتعليم، والأماكن الثقافية. ومع ذلك، اعتبارًا من عام 2015، لا تزال إمكانية الوصول إلى الأماكن العامة محدودة. لا يتم تنفيذ تفسير لغة الإشارة والوصول إلى خدمات حقوق الإنسان والصم على نطاق واسع (على سبيل المثال، مقاطع فيديو لغة الإشارة على مواقع الويب). المعايير الوطنية موجودة، لكن تطبيقها غير متسق.

##### المادة 21: حرية التعبير والمعلومات
الحق في تعلم لغة الإشارة الفيتنامية (VSL) معترف به قانونيًا. تتضمن بعض القنوات التلفزيونية الوطنية لغة الإشارة والترجمة، كما يتم بث تدريب على لغة الإشارة. ومع ذلك، لا يتم الاعتراف بلغة الإشارة رسميًا كلغة وطنية، كما أن الوصول إلى المترجمين في الخدمات العامة غير واضح. تظل إمكانية وصول الأشخاص ذوي الإعاقة إلى شبكة الإنترنت ووسائل الإعلام محدودة.

##### المادة 24: التعليم
يمكن لطلبة ذوي الاحتياجات الخاصة الدراسة بلغة الإشارة في المدارس المتخصصة. تدعم السياسات التعليم الشامل، ولكن أشكال مختلفة من لغة القراءة لا تُستخدم على نطاق واسع في البيئات السائدة. هناك معلومات محدودة حول توفر المترجمين، ونماذج التعليم ثنائي اللغة والثقافة، أو التدريب بقيادة الصم. هناك فجوات في الوصول إلى التعليم في المناطق الريفية وتدريب المعلمين.

##### المادة 30: المشاركة الثقافية
تعمل فيتنام على تعزيز الأنشطة الثقافية والترفيهية للأشخاص ذوي الإعاقة. بالنسبة للأشخاص ذوي الإعاقة السمعية، يتم دعم ثقافة الصم من خلال برامج الفنون المدرسية والمراكز الجامعية. ومع ذلك، فإن الإدماج الأوسع في المؤسسات الثقافية الرئيسية والسياحة لا يزال في طور التطور.

## التدخل في مرحلة الطفولة المبكرة

### هيئة الخدمات الصحية الوطنية
اعتبارًا من عام 2013، لم تفرض فيتنام فحص السمع الشامل للأطفال حديثي الولادة (UNHS) على المستوى الوطني. وتظل جهود الفحص محدودة النطاق ويتم تنفيذها في المقام الأول من خلال مشاريع تجريبية أو مبادرات صحية محلية.
- يتلقى 1-3% فقط من الأطفال حديثي الولادة فحص UNHS، بالإضافة إلى 5% يتلقون فحصًا مستهدفًا.
- يتم إجراء الفحص باستخدام 100٪ من الانبعاثات الصوتية الأذنية (OAE) و 100٪ من الاختبارات السلوكية.
- تم تأكيد إصابة ما يقرب من 4 من كل 1000 طفل بفقدان السمع الدائم أثناء الطفولة (PCHL).
- متوسط عمر التشخيص للأطفال الذين يتم فحصهم هو 24 شهرًا، مع نطاق يتراوح بين 3 إلى 15 شهرًا. بالنسبة للأطفال غير الخاضعين للفحص، يحدث التشخيص بين عمر 3 إلى 40 شهرًا.
- يتم إجراء الفحص في 10% من مرافق الولادة، مع وجود فاحصين يتألفون من 25% من الأطباء و75% من الممرضات.
- لا يوجد حاليًا أي تفويض وطني للفحص.

تشير هذه الأرقام إلى وجود عوائق أمام الكشف المبكر عن مشاكل السمع والتدخل في فيتنام، حيث لا يتلقى العديد من الأطفال الفحص أو التشخيص في الوقت المناسب. إن توسيع نطاق تغطية فحص السمع والمشاركة الحكومية الأقوى من شأنه أن يحسن النتائج المبكرة للأطفال الذين يعانون من فقدان السمع بشكل كبير.
نظرًا لأن اختبار السمع عند الولادة ليس إلزاميًا وتكنولوجيا السمع في فيتنام محدودة، فإن التدخل المبكر أمر صعب التنفيذ. يتم توفير الخدمات للأطفال الصم وضعاف السمع في فيتنام في المقام الأول من قبل المنظمات غير الحكومية والشركاء الدوليين، لأن الحكومة لا تفرض أو تمول سياسة أو برنامجًا وطنيًا شاملًا للتعليم عن بعد. تركز الخدمات التي تقدمها هذه المنظمات غير الحكومية على العلاج السمعي اللفظي، وتعليم لغة الإشارة، ودعم الأسرة.
من عام 2011 إلى عام 2015، قدم مشروع التوعية التعليمية للصم بين الأجيال (IDEO) تعليم لغة الإشارة في المنزل لـ 255 طفلاً أصمًا تقل أعمارهم عن ست سنوات في أربع مدن فيتنامية. بتمويل من البنك الدولي، قام البرنامج بتدريب مرشدين للصم ومعلمين سمعيين ومترجمين لدعم اللغة المبكرة والتنمية المعرفية. وتلقى الآباء أيضًا تدريبًا على التواصل مع أطفالهم، على الرغم من عدم وضوح التفاصيل. يبدو أن الوصول إلى التعليم المبكر ودعم لغة الإشارة للأطفال الصم الصغار محدود.

## تعليم
إن فرص الحصول على التعليم للأطفال الصم وضعاف السمع في فيتنام محدودة وغالباً ما تكون منفصلة. يذهب معظم الأطفال الصم إلى مدارس متخصصة تؤكد على التعلم الشفهي، مع استخدام محدود لأي لغة إشارة فيتنامية (VSL). يظل التعليم الشامل نادرًا وغالبًا ما تفتقر المدارس العادية إلى الموارد اللازمة أو الموظفين المدربين أو التسهيلات مثل مترجمي لغة الإشارة لدعم الطلاب ذوي الاحتياجات الخاصة بشكل فعال.
على الرغم من أن بعض المنظمات غير الحكومية ومشاريع التنمية الدولية أطلقت نماذج للتعليم الشامل وتعليمات اللغة القرائية، إلا أن هذه الجهود لم تنتشر على نطاق واسع أو تفرضها الحكومة بعد. يساهم الافتقار إلى التعرض المبكر للغة الإنجليزية كلغة ثانية وعدم كفاية تدريب المعلمين في انخفاض معرفة القراءة والكتابة والأداء الأكاديمي بين الطلاب الصم مقارنة بأقرانهم من ذوي السمع.
وتظل العوائق قائمة في التعليم العالي أيضًا، حيث لا تقدم سوى عدد قليل من الجامعات خدمات ترجمة لغة الإشارة أو غيرها من خدمات الدعم للطلاب ذوي الإعاقة. وتؤدي هذه التحديات إلى تعزيز عدم المساواة في التعليم وتقييد الفرص الأكاديمية طويلة الأجل للشباب الصم في فيتنام.
ومع ذلك، تشير التطورات الأخيرة إلى التحول نحو ممارسات أكثر شمولاً. في يونيو 2024، استعرضت الأمم المتحدة البرنامج المشترك للعمل معًا من أجل مستقبل شامل، والذي سلط الضوء على الالتزامات الوطنية تجاه التعليم الشامل. يتضمن قانون الملكية الفكرية المعدل لشهر يونيو 2022 أحكامًا لجعل الكتب متاحة بتنسيقات يمكن الوصول إليها للأفراد ذوي الإعاقات المطبوعة، في حين أدى انضمام فيتنام إلى معاهدة مراكش في ديسمبر 2022 إلى تسهيل الوصول الأوسع إلى المواد التعليمية للطلاب ذوي الإعاقات البصرية والطباعة. في فبراير 2024، تعاونت وزارة التعليم والتدريب مع أصحاب المصلحة لدمج التعليم الشامل للأشخاص ذوي الإعاقة فيما يتعلق بالجنسانية وتطوير إرشادات لمراكز موارد التعليم الشامل، بهدف تعزيز خدمات التعليم الشامل وخدمات الطفولة المبكرة.

## توظيف
لا يزال الأفراد الصم وضعاف السمع يواجهون عقبات كبيرة عندما يتعلق الأمر بالتوظيف. وتشمل هذه الفجوات محدودية فرص الحصول على التدريب المهني، والتسهيلات في مكان العمل، ودعم التوظيف. ترتبط هذه القضايا بشكل مباشر بالمادة 27 من اتفاقية حقوق الأشخاص ذوي الإعاقة، التي تعترف بحق الأشخاص ذوي الإعاقة في العمل بحرية في سوق عمل مفتوح وشامل وسهل الوصول إليه. تشير بعض الدراسات والتقارير إلى أن المفاهيم الخاطئة حول قدرات الأفراد الصم قد تؤثر على مواقف أصحاب العمل.
وفقًا لمسح القوى العاملة في فيتنام لعام 2022 (VLFS)، فإن 7.8% فقط من الأشخاص ذوي الإعاقات الشديدة يعملون، مقارنة بـ 78.2% من الأشخاص غير المعاقين. بالنسبة للأشخاص ذوي الإعاقات المتوسطة، لا يزال معدل التوظيف يبلغ 31.7% فقط. ويتعارض هذا التفاوت مع المبادئ المنصوص عليها في المادة 27، التي تدعو إلى تكافؤ الفرص والمعاملة في العمل، بما في ذلك في التوظيف والتقدم الوظيفي وظروف العمل الآمنة والصحية.
يتجه العديد من الأفراد ذوي الإعاقة إلى العمل لحسابهم الخاص، وذلك غالبًا بسبب محدودية قدرتهم على الوصول إلى الوظائف ذات الأجر المحدود، والمترجمين، والتسهيلات في مكان العمل. ووجد الاستطلاع أيضًا أن دعم الأسرة منخفض، حيث ذكرت 87% من النساء ذوات الإعاقات الشديدة أن أسرهن لم تكن داعمة لعملهن. وتؤكد المادة 27 على ضرورة دعم الأشخاص ذوي الإعاقة في الحصول على عمل والحفاظ عليه، بما في ذلك من خلال الوصول إلى التدريب والإقامة المعقولة.
تشمل الاحتياجات الشائعة المساعدة في البحث عن عمل، والجداول الزمنية المرنة، والمهام المعدلة. ومع ذلك، قال 36% فقط من الرجال و24% من النساء من ذوي الإعاقة إن احتياجاتهم المتعلقة بالسكن قد تم تلبيتها بالكامل.
وفي حين تقدم بعض المنظمات غير الحكومية تدريباً وظيفياً وأماكن عمل شاملة، فإن هذه الجهود تظل صغيرة النطاق. إن توسيع نطاق هذه البرامج من خلال السياسة الوطنية قد يؤدي إلى تحسين نتائج التوظيف لمجتمع الصحة النفسية.

### مراكز الدعم والتوظيف الدولية
في عام 2021، حصل المعهد التقني الوطني للصم التابع لمعهد روتشستر للتكنولوجيا (RIT/NTID)، بالشراكة مع مؤسسات في الفلبين وفيتنام، على منحة قدرها 500 ألف دولار من مؤسسة نيبون لإنشاء مراكز توظيف للأفراد ذوي الإعاقة السمعية. يقدم المركز في فيتنام، الذي يقع في جامعة دونج ناي، الاستشارات المهنية، وتوفير فرص العمل، والدعم لأصحاب العمل. تهدف هذه المراكز إلى الحد من البطالة ومساعدة الشركات على خلق بيئات شاملة.
وكما أشار توماستين سارشيت من المعهد الوطني للصم، "لا تزال هناك العديد من النظريات الاجتماعية التي ترى أن الصم لا يستطيعون العمل بسبب إعاقتهم. وبدلاً من ذلك، يُسهم هؤلاء الخريجون الصم إسهامًا إيجابيًا في الدخل القومي الإجمالي للبلاد."

### الوصول إلى الجامعة: مشروع دونغ ناي
كان مشروع دونج ناي، الذي أطلق في عام 2000 بتمويل من مؤسسة اليابان، يهدف إلى زيادة فرص وصول الأفراد الصم إلى الجامعة. وتضمن المنهج الدراسي، الذي تم تدريسه بلغة الإشارة في مدينة هوشي منه واللغة الفيتنامية المكتوبة، دعم المترجمين للمدرسين غير الناطقين بلغة الإشارة. يمكن للطلاب الصم الحصول على درجات علمية في التعليم الابتدائي، ويصبح العديد منهم مدرسين. يمكن لخريجي البرنامج إكمال برنامج بكالوريوس الآداب لمدة عام ونصف ويصبحون مؤهلين لشغل وظائف التدريس على مستوى البلاد.
توفر ريادة الأعمال طريقًا بديلًا للتوظيف للأفراد ذوي الإعاقة. بعض الشركات الناجحة، مثل Reaching Out Teahouse في هوي آن، فيتنام، توظف الأفراد ذوي الاحتياجات الخاصة وتعمل على خلق بيئات عمل يمكن الوصول إليها. ومع ذلك، لا تزال هناك عوائق أمام ريادة الأعمال، بما في ذلك:
- محدودية الوصول إلى الموارد المالية والقروض.
- عدم وجود برامج تدريب على الأعمال التجارية مصمة خصيصًا للأفراد ذوي الاحتياجات الخاصة.
- الوصمات الاجتماعية وحواجز التواصل مع العملاء والموردين.[20]

ورغم هذه التحديات، فقد سلطت المبادرات الأخيرة الضوء على التقدم الناشئ. سلسلة مدونة سأفعل ذلك بالتأكيد، التي أطلقها نجوين تران ثوي تيان من باراد فيتنام بدعم من منحة إعطاء الفرح، تتناول رائدات الأعمال الصم في فيتنام وتروج للوعي بالأعمال التجارية التي يقودها الصم. يهدف المشروع إلى تحدي الافتراضات الشائعة في المجتمع الفيتنامي، كما أشارت جماعات المناصرة مثل باراد فيتنام.
أشارت بعض الدراسات الاستقصائية العالمية إلى ارتفاع معدل ريادة الأعمال بين النساء الصم مقارنة بنظرائهن من النساء السليمات (3.2% مقابل 2.8%) في فيتنام.

### الأثر الاقتصادي للإقصاء
وتشير دراسة أجراها سيباستيان بوكوب في عام 2006 إلى أن استبعاد الأشخاص ذوي الإعاقة من القوى العاملة في فيتنام كلف البلاد نحو 1.82 مليار دولار. وقد أكد تقرير صادر عام 2010 عن معهد علوم العمل، بدعم من منظمة العمل الدولية، هذه النتيجة ودعا إلى زيادة الاستثمار في الحماية الاجتماعية وسياسات التوظيف الشاملة.

### مواصلات
يُسمح للأشخاص الحاملين لرخصة قيادة في فيتنام قانونيًا بالحصول على رخص قيادة في فيتنام. ومع ذلك، فإن تكاليف النقل الخاص والقدرة المحدودة على الوصول إلى وسائل النقل العام المتاحة يمكن أن تحد من فرص العمل.